# Ribes de Freser
Ribes de Freser est une commune d'Espagne dans la communauté autonome de Catalogne, province de Gérone, de la comarque du Ripollès.

## Géographie
Commune située dans les Pyrénées

## Personnalités liées à la commune
- Núria Pau (1994-), skieuse alpine, spécialiste du slalom et du slalom géant[1].